# Post coïtum animal triste
Post coïtum animal triste è un film francese del 1997 diretto da Brigitte Roüan.